# MTV Video Music Awards/Best Cinematography
Der MTV Video Music Award for Best Cinematography gehört zu den technischen Kategorien. Es ist einer der wenigen Awards, die seit 1984 kontinuierlich vergeben wurden. Lediglich 2007 wurde er einmal ausgesetzt. Von 1984 bis 2006 hieß er Best Cinematography in a Video.
Wie bei allen technischen Kategorien wird auch in diesem Fall sowohl der Künstler, der Manager des Künstlers als auch der eigentliche Ausführende, in diesem Fall der Director of Photography des Videos ausgezeichnet.
Den Rekord hält Harris Savides, der den Award dreimal erhielt. Am häufigsten nominiert (neunmal) wurde Daniel Pearl. In der Künstler-Kategorie gewannen Madonna, und Beyoncé je dreimal den Award. Am Häufigsten nominiert war Madonna, nämlich zehnmal.
Ryan Lewis war für seine Kameraarbeit am Video Can’t Hold Us sowohl als Performer als auch als Director of Photography nominiert.

## Übersicht
| Award | Jahr | Preisträger                                                                             | für das Video                                                    | Nominierungen |
| ----- | ---- | --------------------------------------------------------------------------------------- | ---------------------------------------------------------------- | --- |
| 1.    | 1984 | Daniel Pearl                                                                            | The Police – Every Breath You Take                               | - David Bowie – China Girl (Kamera: John Metcalf) - Billy Idol – Eyes Without a Face (Kamera: Tony Mitchell) - Kiss – All Hell’s Breakin’ Loose (Kamera: Tony Mitchell und Jim Crispi) - John Mellencamp – Authority Song (Kamera: Daniel Pearl) - Stray Cats – (She’s) Sexy + 17 (Kamera: Harry Lake) |
| 2.    | 1985 | Pascal Lebègue                                                                          | Don Henley – The Boys of Summer                                  | - Bryan Adams – Heaven (version 2) (Kamera: Peter MacDonald) - Bryan Adams – Run to You (Kamera: Frank Gell) - Lindsey Buckingham – Go Insane (Kamera: Oliver Stapleton) - Madonna – Like a Virgin (Kamera: Peter Sinclair) |
| 3.    | 1986 | Oliver Stapleton                                                                        | a-ha – The Sun Always Shines on T.V.                             | - Pat Benatar – Sex as a Weapon (Kamera: Peter Mackay) - Joe Walsh – The Confessor (Kamera: Jan Kiesser und Ken Barrows) - X – Burning House of Love (Kamera: Ken Barrows) - ZZ Top – Rough Boy (Kamera: Chris Nibley) |
| 4.    | 1987 | Mark Plummer                                                                            | Robbie Nevil – C’est La Vie                                      | - Cyndi Lauper – What’s Going On (Kamera: Juan Ruiz Anchía) - Madonna – Papa Don’t Preach (Kamera: Michael Ballhaus) - U2 – With or Without You (Kamera: Daniel Pearl und Matt Mahurin) - Steve Winwood – Higher Love (Kamera: Peter Kagan) |
| 5.    | 1988 | Bill Pope                                                                               | Sting – We’ll Be Together                                        | - George Michael – Father Figure (Kamera: Peter Mackay) - Pink Floyd – Learning to Fly (Kamera: Gordon Minard) - Robert Plant – Heaven Knows (Kamera: Steve Tickner) - Suzanne Vega – Luka (Kamera: Dariusz Wolski) |
| 6.    | 1989 | Mark Plummer                                                                            | Madonna – Express Yourself                                       | - Michael Jackson – Smooth Criminal (Kamera: John Hora) - Tanita Tikaram – Twist in My Sobriety (Kamera: Jeff Darling) - Steve Winwood – Roll with It (Kamera: Mark Plummer) |
| 7.    | 1990 | Pascal Lebègue                                                                          | Madonna – Vogue                                                  | - Aerosmith – Janie’s Got a Gun (Kamera: Dariusz Wolski) - Don Henley – The End of the Innocence (Kamera: David Bridges) - Billy Joel – We Didn’t Start the Fire (Kamera: Sven Kirsten) |
| 8.    | 1991 | Rolf Kestermann                                                                         | Chris Isaak – Wicked Game (Concept)                              | - LL Cool J – Mama Said Knock You Out (Kamera: Stephen Ashley Blake) - George Michael – Freedom! ’90 (Kamera: Mike Southon) - R.E.M. – Losing My Religion (Kamera: Larry Fong) |
| 9.    | 1992 | Mike Southon und Daniel Pearl                                                           | Guns N’ Roses – November Rain                                    | - Tori Amos – Silent All These Years (Kamera: George Tiffin) - Eric Clapton – Tears in Heaven (Performance) (Kamera: David Johnson) - En Vogue – My Lovin’ (You’re Never Gonna Get It) (Kamera: Paul Lauter) - Genesis – I Can’t Dance (Kamera: Daniel Pearl) - Michael Jackson – In the Closet (Kamera: Rolf Kestermann) - Madonna – Holiday (Truth or Dare version) (Kamera: Toby Phillips) - Marky Mark and the Funky Bunch – Good Vibrations (Kamera: Dave Phillips) - Metallica – Enter Sandman (Kamera: Martin Coppen) - Red Hot Chili Peppers – Give It Away (Kamera: Marco Mazzei) - Vanessa L. Williams – Running Back to You (Kamera: Ralph Ziman) |
| 10.   | 1993 | Harris Savides                                                                          | Madonna – Rain                                                   | - Duran Duran – Ordinary World (Kamera: Martin Coppen) - En Vogue – Free Your Mind (Kamera: Thomas Kloss) - k.d. lang – Constant Craving (Kamera: Marc Reshovsky) - Sting – If I Ever Lose My Faith in You (Kamera: Ivan Bartos) |
| 11.   | 1994 | Harris Savides                                                                          | R.E.M. – Everybody Hurts                                         | - Aerosmith – Amazing (Kamera: Gabriel Beristain) - Deep Forest – Sweet Lullaby (Kamera: Tarsem und Denise Milford) - Nirvana – Heart-Shaped Box (Kamera: John Mathieson) |
| 12.   | 1995 | Garry Waller und Michael Trim                                                           | The Rolling Stones – Love Is Strong                              | - Boyz II Men – Water Runs Dry (Kamera: Daniel Pearl) - Green Day – Basket Case (Kamera: Adam Beckman) - Michael Jackson and Janet Jackson – Scream (Kamera: Harris Savides) - Stone Temple Pilots – Interstate Love Song (Kamera: Kevin Kerslake) - TLC – Waterfalls (Kamera: Toby Phillips) |
| 13.   | 1996 | Declan Quinn                                                                            | The Smashing Pumpkins – Tonight, Tonight                         | - Brandy (feat. Wanya Morris) – Brokenhearted (Kamera: Martin Coppen) - Eric Clapton – Change the World (Kamera: Peter Nydrle und Marco Mazzei) - Madonna – You’ll See (Kamera: Adrian Wild) |
| 14.   | 1997 | Stephen Keith-Roach                                                                     | Jamiroquai – Virtual Insanity                                    | - Eels – Novocaine for the Soul (Kamera: Jeff Cronenweth) - Nine Inch Nails – The Perfect Drug (Kamera: Jeff Cronenweth) - The Smashing Pumpkins – The End Is the Beginning Is the End (Kamera: Declan Quinn) |
| 15.   | 1998 | Harris Savides                                                                          | Fiona Apple – Criminal                                           | - Garbage – Push It (Kamera: Max Malkin) - Madonna – Ray of Light (Kamera: Henrik Halvarsson) - Dave Matthews Band – Don’t Drink the Water (Kamera: Checco Varese) - Radiohead – Karma Police (Kamera: Stephen Keith-Roach) |
| 16.   | 1999 | Martin Coppen                                                                           | Marilyn Manson – The Dope Show                                   | - Hole – Malibu (Kamera: Martin Coppen) - Korn – Freak on a Leash (Kamera: Julian Whatley) - Madonna – Beautiful Stranger (Kamera: Thomas Kloss) - Will Smith – Miami (Kamera: Daniel Pearl) |
| 17.   | 2000 | Jeff Cronenweth                                                                         | Macy Gray – Do Something                                         | - Filter – Take a Picture (Kamera: Daniel Pearl) - Madonna – American Pie (Kamera: John Mathieson) - Metallica – I Disappear (Kamera: David Rudd) - Stone Temple Pilots – Sour Girl (Kamera: Martin Coppen) |
| 18.   | 2001 | Lance Acord                                                                             | Fatboy Slim – Weapon of Choice                                   | - Aerosmith – Jaded (Kamera: Thomas Kloss) - Missy Elliott – Get Ur Freak On (Kamera: James Hawkinson) - Eminem (featuring Dido) – Stan (Kamera: Dariusz Wolski) |
| 19.   | 2002 | Brad Rushing                                                                            | Moby – We Are All Made of Stars                                  | - Missy Misdemeanor Elliott (feat. Ludacris & Trina) – One Minute Man (Kamera: Karsten Crash Gopinath) - Alicia Keys – A Woman’s Worth (Kamera: John Perez) - Shakira – Whenever, Wherever (Kamera: Pascal Lebègue) |
| 20.   | 2003 | Jean-Yves Escoffier                                                                     | Johnny Cash – Hurt                                               | - Missy Elliott – Work It (Kamera: Michael Bernard) - No Doubt (feat. Lady Saw) – Underneath It All (Kamera: Karsten „Crash“ Gopinath) - Radiohead – There There (Kamera: Fred Reed) |
| 21.   | 2004 | Joaquín Baca-Asay                                                                       | Jay-Z – 99 Problems                                              | - Christina Aguilera – The Voice Within (Kamera: Jeff Cronenweth) - Beyoncé – Naughty Girl (Kamera: James Hawkinson) - No Doubt – It’s My Life (Kamera: Jeff Cronenweth) - Yeah Yeah Yeahs – Maps (Kamera: Shawn Kim) |
| 22.   | 2005 | Samuel Bayer                                                                            | Green Day – Boulevard of Broken Dreams                           | - Coldplay – Speed of Sound (Kamera: Harris Savides) - Modest Mouse – Ocean Breathes Salty (Kamera: Danny Hiele) - Simple Plan – Untitled (Kamera: Michael Bernard) - U2 – Vertigo (Kamera: Omer Ganai) - The White Stripes – Blue Orchid (Kamera: Chris Soos) |
| 23.   | 2006 | Robbie Ryan                                                                             | James Blunt – You’re Beautiful                                   | - AFI – Miss Murder (Kamera: Welles Hackett) - Prince – Black Sweat (Kamera: Checco Varese) - Red Hot Chili Peppers – Dani California (Kamera: Tony Kaye) - Ashlee Simpson – Invisible (Kamera: Jeff Cutter) |
| –     | 2007 | nicht vergeben                                                                          |                                                                  | |
| 26.   | 2008 | Wyatt Troll                                                                             | The White Stripes – Conquest                                     | - Erykah Badu – Honey (Kamera: Karsten „Crash“ Gopinath) - Death Cab for Cutie – I Will Possess Your Heart (Kamera: Aaron Stewart-Ahn und Shawn Kim) - Katy Perry – I Kissed a Girl (Kamera: Simon Thirlaway) - Pussycat Dolls – When I Grow Up (Kamera: Christopher Probst) |
| 27.   | 2009 | Jonathan Sela                                                                           | Green Day – 21 Guns                                              | Jason Hamilton - Beyoncé – Single Ladies (Put a Ring on It) (Kamera: Jim Fealy) - Coldplay – Viva la Vida (Kamera: John Perez) - Lady Gaga – Paparazzi (Kamera: Eric Broms) - Britney Spears – Circus (Kamera: Thomas Kloss) |
| 28.   | 2010 | John Perez                                                                              | Jay-Z und Alicia Keys – Empire State of Mind                     | - Eminem – Not Afraid (Kamera: Chris Probst) - Florence + the Machine – Dog Days Are Over (Kamera: Adam Frisch) - Lady Gaga – Bad Romance (Kamera: Thomas Kloss) - Mumford & Sons – Little Lion Man (Kamera: Ben Magahy) |
| 29.   | 2011 | Tom Townend                                                                             | Adele – Rolling in the Deep                                      | - 30 Seconds to Mars – Hurricane (Kamera: Benoît Debie, Jared Leto, Rob Witt und Daniel Carberry) - Beyoncé – Run the World (Girls) (Kamera: Jeffrey Kimball) - Eminem (featuring Rihanna) – Love the Way You Lie (Kamera: Christopher Probst) - Katy Perry – Teenage Dream (Kamera: Paul Laufer) |
| 30.   | 2012 | André Chemetoff                                                                         | M.I.A. – Bad Girls                                               | - Adele – Someone like You (Kamera: David Johnson) - Coldplay (featuring Rihanna) – Princess of China (Kamera: Stéphane Vallée) - Lana Del Rey – Born to Die (Kamera: André Chemetoff) - Drake (featuring Rihanna) – Take Care (Kamera: Kasper Tuxen) |
| 31.   | 2013 | Jason Koenig, Ryan Lewis und Mego Lin                                                   | Macklemore & Ryan Lewis (featuring Ray Dalton) – Can’t Hold Us   | - 30 Seconds to Mars – Up in the Air (Kamera: David Devlin) - A-Trak und Tommy Trash – Tuna Melt (Kamera: TS Pfeffer und Robert McHugh) - Lana Del Rey – Ride (Kamera: Malik Sayeed) - Yeah Yeah Yeahs – Sacrilege (Kamera: Alexis Zabé) |
| 32.   | 2014 | Darren Lew und Jackson Hunt                                                             | Beyoncé – Pretty Hurts                                           | - Arcade Fire – Afterlife (Kamera: Evan Prosofsky) - Lana Del Rey – West Coast (Kamera: Evan Prosofsky) - Gesaffelstein – Hate or Glory (Kamera: Michael Ragen) - 30 Seconds to Mars – City of Angels (Kamera: David Devlin) |
| 33.   | 2015 | Larkin Sieple                                                                           | Flying Lotus (featuring Kendrick Lamar) – Never Catch Me         | - Alt-J – Left Hand Free (Kamera: Mike Simpson) - FKA Twigs – Two Weeks (Kamera: Justin Brown) - Ed Sheeran – Thinking Out Loud (Kamera: Daniel Pearl) - Taylor Swift (featuring Kendrick Lamar) – Bad Blood (Kamera: Christopher Probst) |
| 34.   | 2016 | Malik Sayeed                                                                            | Beyoncé – Formation                                              | - Adele – Hello (Kamera: André Turpin) - Alesso – I Wanna Know (Kamera: Corey Jennings) - David Bowie – Lazarus (Kamera: Crille Forsberg) - Ariana Grande – Into You (Kamera: Paul Laufer) |
| 35.   | 2017 | Scott Cunningham                                                                        | Kendrick Lamar – Humble                                          | - Imagine Dragons – Thunder (Kamera: Matthew Wise) - Ed Sheeran – Castle on the Hill (Kamera: Steve Annis) - DJ Shadow (featuring Run the Jewels) – Nobody Speak (Kamera: David Proctor) - Halsey – Now or Never (Kamera: Kristof Brandl) |
| 36.   | 2018 | Benoît Debie                                                                            | The Carters – Apeshit                                            | - Alessia Cara – Growing Pains (Kamera: Pau Castejón) - Childish Gambino – This Is America (Kamera: Larkin Seiple) - Eminem (featuring Ed Sheeran) – River (Kamera: Frank Mobilio und Patrick Meller) - Ariana Grande – No Tears Left to Cry (Kamera: Scott Cunningham) - Shawn Mendes – In My Blood (Kamera: Jonathan Sela) |
| 37.   | 2019 | Scott Cunningham                                                                        | Shawn Mendes and Camila Cabello – Señorita                       | - Billie Eilish – Hostage (Kamera: Pau Castejón) - Ariana Grande – Thank U, Next (Kamera: Christopher Probst) - Anderson .Paak (feat. Kendrick Lamar) – Tints (Kamera: Elias Talbot) - Solange – Almeda (Kamera: Chayse Irvin, Ryan Marie Helfant und Justin Hamilton) - Taylor Swift (feat. Brendon Urie of Panic! at the Disco) – Me! (Kamera:: Starr Whitesides) |
| 38.   | 2020 | Michael Merriman                                                                        | Lady Gaga with Ariana Grande – Rain on Me                        | - 5 Seconds of Summer – Old Me (Kamera: Kieran Fowler) - Camila Cabello (featuring DaBaby) – My Oh My (Kamera: Scott Cunningham) - Billie Eilish – all the good girls go to hell (Kamera: Christopher Probst) - Katy Perry – Harleys in Hawaii (Kamera: Arnau Valls) - The Weeknd – Blinding Lights (Kamera: Oliver Millar) |
| 39.   | 2021 | Benoit Soler, Malik H. Sayeed, Mohammaed Atta Ahmed, Santiago Gonzalez und Ryan Helfant | Beyoncé, Blue Ivy Carter, Saint Jhn and Wizkid – Brown Skin Girl | - Billie Eilish – Therefore I Am (Kamera: Rob Witt) - Foo Fighters – Shame Shame (Kamera: Santiago Gonzalez) - Justin Bieber (featuring Chance the Rapper) – Holy (Kamera: Elias Talbot) - Lady Gaga – 911 (Kamera: Jeff Cronenweth) - Lorde – Solar Power (Kamera: Andrew Stroud) |
| 40.   | 2022 | Nikita Kuzmenko                                                                         | Harry Styles – As It Was                                         | - Baby Keem and Kendrick Lamar – Family Ties (Kamera: Bruce Cole) - Camila Cabello (featuring Ed Sheeran) – Bam Bam (Kamera: Mia Barnes) - Kendrick Lamar – N95 (Kamera: Adam Newport-Berra) - Normani (featuring Cardi B) – Wild Side (Kamera: Nikita Kuzmenko) - Taylor Swift – All Too Well (10 Minute Version) (Taylor's Version) (Kamera: Rina Yang) |
| 41.   | 2023 | Rina Yang                                                                               | Taylor Swift – Anti-Hero                                         | - Adele – I Drink Wine (Kamera: Adam Newport-Berra) - Ed Sheeran – Eyes Closed (Kamera: Natasha Braier) - Janelle Monáe – Lipstick Lover (Kamera: Allison Anderson) - Kendrick Lamar – Count Me Out (Kamera: Adam Newport-Berra) - Miley Cyrus – Flowers (Kamera: Marcell Rév) - Olivia Rodrigo – Vampire (Kamera: Russ Fraser) |